# F1チーム代表
自動車レースのフォーミュラ1（F1）におけるチーム代表（チームだいひょう）とは、参戦している各チームの代表者のことで、チームの総責任者の呼称として用いられる。F1の共通言語となっている英語の呼称に合わせて「チームプリンシパル」（英語: Team Principal）と呼ばれることもある。

## 概要
F1チームのチーム代表はチームの総責任者であり、チームのパフォーマンスやレース結果、チームの方針の決定、人事を含むチーム体制の構築、予算の管理、など、組織の運営に関するあらゆることに権限と責任を持っている。そのため、ドイツ語のように言語によっては、単に「ボス」と呼ばれる。
チームのオーナー（所有者）や、チームの運営会社の経営者（CEO）と混同されがちだが、必ずしも同一人物ではない。チームを運営するマネージャーとしての役割を持つが、レースの実戦チームのまとめ役は別の人物が「チームマネージャー」等の肩書で分担していることがある。かつてはチームの代表者がそれらの役職や業務を全て担っていることも多かったが、F1チームが大きな組織となっていったことや、チーム内の各業務が高度化して専門家による分業体制となっていったことで、チーム代表の位置付けも変わっていった（→#位置付けの変遷）。権限の範囲もチームによって考え方が若干異なり、「チーム代表」となる者にチームが与えている肩書もチームによって異なることがある（→#肩書）。
F1チームの対外的な顔役（アイコン）としての役目も持ち、F1チームの中ではドライバーに次いでメディアにおける露出が多い役割となる。F1の規則を承認する国際自動車連盟（FIA）、実質的な主催者で商業権を管理するフォーミュラワン・グループ、他チームのチーム代表との折衝を行うほか、FIA公式会見への出席やテレビのインタビューなどのメディア対応、スポンサーなどへのマーケティング対応が主な業務となっている。そのため、ほぼ例外なく話術に長けた人物がその任に就いている。

### 位置付けの変遷
かつてはチームオーナーがチーム代表を兼任していることが常だった。チーム内の業務分担でも、F1チームが数名から十数名程度で運営されていた小規模な組織であることが一般的だった時代では、チーム代表が車両の設計者を兼務していたり、ドライバーを兼務していたりするチームも珍しくはなかった。時代を経るにつれて、F1チームが数十名から数百名の人員を擁する巨大な組織となっていき、車両設計などの各分野がその分野を専門とする「スペシャリスト」たちによって担われるようになったことで、チーム内の業務は分業が進み、2000年代に入った頃にはチーム代表が他の仕事を兼ねるということはほぼ見られなくなった。2000年代以降も、チームの運営会社の経営者（CEO）という役職についてはチーム代表が兼務していることもあるが、これも分業が進みつつある。
そうして、近年のF1チームでは人員の大部分をスペシャリストが占めるようになったが、そうした人員を統率する役割を持つチーム代表だけは、各分野にある程度通じている必要があるため、チームの中でも例外的に「ゼネラリスト」としての能力が求められると言われている。
求められる経験は特に決まっておらず、モータースポーツとは無関係な分野で組織管理者や実業家をしていた人物が就任する例もあるが、近年、チーム代表を務めている者の多くは就任以前からモータースポーツに関わっていた人物で占められている。（→#現在のチーム代表）

### オーナーとの関係
チーム代表は、オーナーが兼任している場合を除けば、いずれもオーナーに雇われている立場となる。会社組織としては、オーナーとの間にチームの運営会社の役員（CEOなど）が上席者として存在することが常となっている（チーム代表本人が兼任していることもある）。
2025年現在、参戦している10チームの内、メルセデスチームのトト・ヴォルフのみチームの共同オーナーだが、他の9チームのチーム代表はいずれもチームオーナーに雇われてその役目を務めている。このため、成績が低迷しオーナーの期待にそぐわない場合には、代表者を更迭・交代するケースが多くなっており、メディアからは「サッカーチームの監督交代のような即効性が求められる時代になっている」とも指摘されている。

## 肩書
チーム内の肩書は「Team Principal」とは別にあることがあり、マネージングディレクターなど、チームによって様々である。チームの運営会社の経営者を兼ねている場合、最高経営責任者（CEO）の肩書を持つこともある。
現役のチームの中で最も長い歴史を持つスクーデリア・フェラーリでは、伝統的に「スポーティングディレクター」（イタリア語: Dirigente Sportivo）の肩書が与えられていた（2000年代のジャン・トッド体制まで）。近年のフェラーリでは、「スポーティングディレクター」という肩書は、チーム代表ではなく、チーム代表の補佐役（チームマネージャー）に与えられているが、イタリアのメディアは、2020年代の現在でも慣習的にフェラーリのチーム代表をスポーティングディレクターとしばしば呼んでいる。

## 一覧
- 2025年7月時点。

### 現在のチーム代表
| 国 籍            | 人物                     | チーム             | 就任年※1 | 出身分野※2                                 | 補足 |
| ---------------- | ------------------------ | ------------------ | -------- | ------------------------------------------ | --- |
| イギリスの旗     | ジョナサン・ウィートリー | ザウバー           | 2025年   | メカニック、チーム管理                     | |
| オーストリアの旗 | トト・ヴォルフ           | メルセデス         | 2013年   | ドライバー（Fフォード）、実業家（投資家）  | 共同オーナー。チーム運営会社（Mercedes Grand Prix Ltd.）CEOを兼任。                                      |
| イギリスの旗     | アンディ・コーウェル     | アストンマーティン | 2025年   | エンジニア（エンジン開発）                 | チームの親会社（Aston Martin Performance Technologies Ltd.）のグループCEOを兼任。                        |
| 日本の旗         | 小松礼雄                 | ハース             | 2024年   | エンジニア（レースエンジニア）             | |
| イタリアの旗     | アンドレア・ステラ       | マクラーレン       | 2023年   | エンジニア（レースエンジニア）             | |
| イギリスの旗     | アラン・パーメイン       | レーシングブルズ   | 2025年   | エンジニア（レースエンジニア）、チーム管理 | |
| フランスの旗     | フレデリック・バスール   | フェラーリ         | 2023年   | 実業家（レースチーム経営）                 | 過去にルノー（2016年）、ザウバー/アルファロメオ（2017年 - 2022年）のチーム代表。                         |
| イタリアの旗     | フラビオ・ブリアトーレ   | アルピーヌ         | 2025年   | 実業家（アパレル産業）                     | 過去にベネトン（1990年 - 1997年、2000年 - 2001年）、ルノー（2002年 - 2009年）のチーム代表。              |
| イギリスの旗     | ジェームス・ボウルズ     | ウィリアムズ       | 2023年   | エンジニア（ストラテジスト）               | |
| フランスの旗     | ローラン・メキース       | レッドブル         | 2025年   | エンジニア（レースエンジニア）、チーム管理 | チーム運営会社（Red Bull Racing Ltd.）CEOを兼任。過去にレーシングブルズ（2024年 - 2025年）のチーム代表。 |

※1 チーム代表に就任後、最初にレースを迎えた時点の年を「就任年」として記載。
※2 ドライバー経験者はシングルシーター（フォーミュラカー）の最高位カテゴリーを記載。エンジニア出身者は主な分野を記載。「チーム管理」は、F1に限らず、チームマネージャーなどレーシングチームの管理職経験がある者について記載。

### 主なチーム代表
| 国 籍                | 人物                                          | チーム                          | 期間            | 補足                                                         |
| -------------------- | --------------------------------------------- | ------------------------------- | --------------- | ------------------------------------------------------------ |
| フランスの旗         | シリル・アビテブール                          | ケータハム                      | 2013年 - 2014年 |                                                              |
| フランスの旗         | シリル・アビテブール                          | ルノー                          | 2017年 - 2020年 |                                                              |
| イギリスの旗         | ジョージ・アベカシス                          | HWM                             | 1951年 - 1954年 |                                                              |
| イタリアの旗         | マウリツィオ・アリバベーネ                    | フェラーリ                      | 2015年 - 2018年 |                                                              |
| イタリアの旗         | アレッサンドロ・アルニ・ブラビ                | アルファロメオ                  | 2023年          | 肩書は「チーム代表者（Team Representative）」。              |
| イタリアの旗         | アレッサンドロ・アルニ・ブラビ                | ザウバー                        | 2024年          | 肩書は「チーム代表者（Team Representative）」。              |
| オランダの旗         | クリスチャン・アルバース                      | ケータハム                      | 2014年          |                                                              |
| スウェーデンの旗     | オベ・アンダーソン                            | トヨタ                          | 2002年 - 2003年 |                                                              |
| 香港の旗             | テディ・イップ                                | セオドール                      | 1977年 - 1978年 | 創設者、オーナー。                                           |
| 香港の旗             | テディ・イップ                                | セオドール                      | 1981年 - 1983年 | 創設者、オーナー。                                           |
| イギリスの旗         | トニー・ヴァンダーヴェル                      | ヴァンウォール                  | 1954年 - 1960年 | 創設者、オーナー。                                           |
| イタリアの旗         | エルネスト・ヴィータ (Ernesto Vita)           | ライフ                          | 1990年          | 創設者、オーナー。チームは決勝出走せず。                     |
| イギリスの旗         | ジョナサン・ウィートリー                      | ザウバー                        | 2025年 - (現職) |                                                              |
| イギリスの旗         | キース・ウィギンス                            | パシフィック                    | 1994年 - 1995年 |                                                              |
| イギリスの旗         | マーティン・ウィットマーシュ                  | マクラーレン                    | 2009年 - 2013年 |                                                              |
| イギリスの旗         | クレア・ウィリアムズ                          | ウィリアムズ                    | 2013年 - 2020年 | 実質的なチーム代表（肩書は「副代表」）。                     |
| イギリスの旗         | フランク・ウィリアムズ                        | ウィリアムズ                    | 1977年 - 2020年 | 創設者、オーナー。                                           |
| イギリスの旗         | ピーター・ウォー                              | ロータス (チーム・ロータス)     | 1983年 - 1989年 |                                                              |
| イギリスの旗         | トム・ウォーキンショー                        | リジェ                          | 1995年 - 1996年 | 共同オーナー。                                               |
| イギリスの旗         | トム・ウォーキンショー                        | アロウズ                        | 1996年 - 2002年 | オーナー。                                                   |
| オーストリアの旗     | トト・ヴォルフ                                | メルセデス                      | 2013年 - (現職) | 共同オーナー。                                               |
| イタリアの旗         | ネロ・ウゴリーニ                              | フェラーリ                      | 1952年 - 1955年 |                                                              |
| イギリスの旗         | クリス・エイモン                              | エイモン                        | 1974年          | 創設者、オーナー、ドライバー。                               |
| イギリスの旗         | バーニー・エクレストン                        | ブラバム                        | 1972年 - 1987年 | オーナー。                                                   |
| イギリスの旗         | オリバー・オークス                            | アルピーヌ                      | 2024年 - 2025年 |                                                              |
| イタリアの旗         | ダニエル・オーデット                          | フェラーリ                      | 1976年          |                                                              |
| アイルランドの旗     | フィンバー・オコンネル                        | ケータハム                      | 2014年          |                                                              |
| イタリアの旗         | エンツォ・オゼッラ                            | オゼッラ                        | 1980年 - 1990年 | 創設者、オーナー。                                           |
| イギリスの旗         | ジャッキー・オリバー                          | アロウズ                        | 1978年 - 1996年 | 共同創設者、オーナー。                                       |
| アメリカ合衆国の旗   | ダン・ガーニー                                | AAR (イーグル)                  | 1966年 - 1968年 | 創設者、オーナー。                                           |
| イギリスの旗         | トレバー・カーリン                            | MF1 (MF1レーシング)             | 2006年          |                                                              |
| フランスの旗         | ベルナール・カザン (Bernard Casin)            | ルノー                          | 1985年          |                                                              |
| ドイツの旗           | ヨースト・カピート                            | ウィリアムズ                    | 2021年 - 2022年 |                                                              |
| インドの旗           | モニシャ・カルテンボーン                      | ザウバー                        | 2012年 - 2017年 | 共同オーナー。初の女性のF1チーム代表。                       |
| 日本の旗             | 河島喜好                                      | ホンダ                          | 1965年          | 第5戦と第6戦のみの臨時監督。                                 |
| イギリスの旗         | ジョン・クーパー                              | クーパー                        | 1950年 - 1964年 | 創設者、オーナー、車両設計者。                               |
| ルクセンブルクの旗   | マイク・クラック                              | アストンマーティン              | 2022年 - 2024年 |                                                              |
| イタリアの旗         | サンテ・ゲディーニ                            | フェラーリ                      | 1992年 - 1993年 |                                                              |
| イギリスの旗         | アンディ・コーウェル                          | アストンマーティン              | 2025年 - (現職) |                                                              |
| 日本の旗             | 小嶋松久                                      | コジマ                          | 1976年 - 1977年 | 創設者、オーナー。                                           |
| イタリアの旗         | フランコ・ゴッティ                            | フェラーリ                      | 1968年 - 1970年 |                                                              |
| 日本の旗             | 小松礼雄                                      | ハース (ハースF1チーム)         | 2024年 - (現職) | [ 注釈 7 ]                                                   |
| イギリスの旗         | ピーター・コリンズ                            | ベネトン                        | 1985年 - 1989年 |                                                              |
| イギリスの旗         | ピーター・コリンズ                            | ロータス (チーム・ロータス)     | 1989年 - 1994年 |                                                              |
| フランスの旗         | アメデ・ゴルディーニ                          | ゴルディーニ                    | 1950年 - 1956年 | 創設者、オーナー、車両設計者。                               |
| ドイツの旗           | コリン・コレス                                | MF1 (スパイカーMF1レーシング)   | 2006年          |                                                              |
| ドイツの旗           | コリン・コレス                                | スパイカー                      | 2007年          |                                                              |
| ドイツの旗           | コリン・コレス                                | フォース・インディア            | 2008年 - 2009年 |                                                              |
| ドイツの旗           | コリン・コレス                                | HRT                             | 2010年 - 2011年 |                                                              |
| イタリアの旗         | エンツォ・コローニ                            | コローニ                        | 1987年 - 1992年 | 創設者、オーナー。                                           |
| イタリアの旗         | アレッサンドロ・コロンボ (Alessandro Colombo) | フェラーリ                      | 1973年          |                                                              |
| イギリスの旗         | ジョン・サーティース                          | サーティース                    | 1970年 - 1978年 | 創設者、オーナー、ドライバー。                               |
| ドイツの旗           | アンドレアス・ザイドル                        | マクラーレン                    | 2019年 - 2022年 |                                                              |
| スイスの旗           | ペーター・ザウバー                            | ザウバー                        | 1993年 - 2005年 | 創設者、オーナー。                                           |
| スイスの旗           | ペーター・ザウバー                            | ザウバー                        | 2010年 - 2012年 | 創設者、オーナー。                                           |
| ドイツの旗           | エリッヒ・ザコウスキー                        | ザクスピード                    | 1985年 - 1989年 | 創設者、オーナー。                                           |
| イタリアの旗         | アンドレア・サセッティ                        | アンドレア・モーダ              | 1992年          | 創設者、オーナー。                                           |
| アメリカ合衆国の旗   | オトマー・サフナウアー                        | レーシング・ポイント            | 2018年 - 2019年 |                                                              |
| アメリカ合衆国の旗   | オトマー・サフナウアー                        | アストンマーティン              | 2020年 - 2021年 |                                                              |
| アメリカ合衆国の旗   | オトマー・サフナウアー                        | アルピーヌ                      | 2022年 - 2023年 |                                                              |
| スイスの旗           | ペーター・シェッティ                          | フェラーリ                      | 1971年 - 1972年 |                                                              |
| イタリアの旗         | フェデリコ・ジベルティ (Federico Giberti)     | フェラーリ                      | 1950年 - 1951年 |                                                              |
| イタリアの旗         | ギュンター・シュタイナー                      | ハース (ハースF1チーム)         | 2016年 - 2023年 |                                                              |
| カナダの旗           | アレックス・シュナイダー                      | ジョーダン                      | 2005年          | オーナー。                                                   |
| ドイツの旗           | ギュンター・シュミット                        | ATSレーシング ※ドイツ国籍       | 1978年 - 1984年 | 創設者、オーナー。                                           |
| ドイツの旗           | ギュンター・シュミット                        | リアル                          | 1988年 - 1989年 | 創設者、オーナー。                                           |
| フランスの旗         | アンリ・ジュリアン                            | AGS                             | 1986年 - 1990年 | 創設者、オーナー。                                           |
| アイルランドの旗     | エディ・ジョーダン                            | ジョーダン                      | 1991年 - 2004年 | 創設者、オーナー。                                           |
| 日本の旗             | 杉浦英男                                      | ホンダ                          | 1965年          | 第8戦と第9戦のみの臨時監督。                                 |
| イタリアの旗         | エラルド・スクラーティ (Eraldo Scurati)       | フェラーリ                      | 1956年          |                                                              |
| 日本の旗             | 鈴木亜久里                                    | スーパーアグリ                  | 2006年 - 2008年 | 創設者、オーナー。                                           |
| イギリスの旗         | ルイス・スタンレー                            | BRM                             | 1960年 - 1977年 | オーナー。                                                   |
| イギリスの旗         | ジャッキー・スチュワート                      | スチュワート                    | 1997年 - 1999年 | 創設者、オーナー。                                           |
| イタリアの旗         | アンドレア・ステラ                            | マクラーレン                    | 2023年 - (現職) |                                                              |
| オーストラリアの旗   | ポール・ストッダート                          | ミナルディ                      | 2001年 - 2005年 | オーナー。                                                   |
| 日本の旗             | 関口久一                                      | ホンダ                          | 1965年 - 1966年 | 1965年は第1戦から第4戦まで。                                 |
| ドイツの旗           | マリオ・タイセン                              | BMWザウバー                     | 2006年 - 2009年 |                                                              |
| イタリアの旗         | ロモロ・タヴォーニ                            | フェラーリ                      | 1958年 - 1961年 |                                                              |
| イタリアの旗         | ロモロ・タヴォーニ                            | ATS ※イタリア国籍               | 1963年          |                                                              |
| イギリスの旗         | コーリン・チャップマン                        | ロータス (チーム・ロータス)     | 1958年 - 1982年 | 創設者、オーナー、車両設計者。死去による退任。               |
| イギリスの旗         | ケン・ティレル                                | マトラ                          | 1968年 - 1969年 |                                                              |
| イギリスの旗         | ケン・ティレル                                | ティレル                        | 1970年 - 1998年 | 創設者、オーナー。                                           |
| イギリスの旗         | ロン・デニス                                  | マクラーレン                    | 1980年 - 2008年 | 共同オーナー。                                               |
| オーストラリアの旗   | ロン・トーラナック                            | ブラバム                        | 1970年 - 1971年 | 共同創設者、共同オーナー、車両設計者。                       |
| フランスの旗         | ジェラール・トス (Gérard Toth)                | ルノー                          | 1985年          | [ 注釈 11 ]                                                  |
| オーストリアの旗     | フランツ・トスト                              | トロ・ロッソ                    | 2006年 - 2019年 |                                                              |
| オーストリアの旗     | フランツ・トスト                              | アルファタウリ                  | 2020年 - 2023年 |                                                              |
| フランスの旗         | ジャン・トッド                                | フェラーリ                      | 1993年 - 2007年 |                                                              |
| 日本の旗             | 冨田務                                        | トヨタ                          | 2004年 - 2007年 |                                                              |
| イタリアの旗         | ステファノ・ドメニカリ                        | フェラーリ                      | 2008年 - 2014年 |                                                              |
| イタリアの旗         | エウジェニオ・ドラゴーニ                      | フェラーリ                      | 1962年 - 1966年 |                                                              |
| 日本の旗             | 中村良夫                                      | ホンダ                          | 1964年 - 1965年 | 1965年は最終戦（第10戦）のみ。                               |
| 日本の旗             | 中村良夫                                      | ホンダ                          | 1967年 - 1968年 |                                                              |
| アメリカ合衆国の旗   | ドン・ニコルズ                                | シャドウ                        | 1973年 - 1981年 | 創設者、オーナー。                                           |
| オーストリアの旗     | アルフレート・ノイバウアー                    | メルセデス                      | 1954年 - 1955年 |                                                              |
| イタリアの旗         | ロベルト・ノセット (Roberto Nosetto)          | フェラーリ                      | 1977年          |                                                              |
| イギリスの旗         | トニー・パーネル                              | ジャガー                        | 2003年 - 2004年 |                                                              |
| イギリスの旗         | アラン・パーメイン                            | レーシングブルズ                | 2025年 - (現職) |                                                              |
| フランスの旗         | フレデリック・バスール                        | ルノー                          | 2016年          |                                                              |
| フランスの旗         | フレデリック・バスール                        | ザウバー                        | 2017年 - 2018年 |                                                              |
| フランスの旗         | フレデリック・バスール                        | アルファロメオ                  | 2019年 - 2022年 |                                                              |
| フランスの旗         | フレデリック・バスール                        | フェラーリ                      | 2023年 - (現職) |                                                              |
| ドイツの旗           | フリッツ・フシュケ・フォン・ハンシュタイン    | ポルシェ                        | 1957年 - 1964年 |                                                              |
| イタリアの旗         | マルコ・ピッチニーニ                          | フェラーリ                      | 1978年 - 1988年 |                                                              |
| イタリアの旗         | マッティア・ビノット                          | フェラーリ                      | 2019年 - 2022年 |                                                              |
| イタリアの旗         | マッティア・ビノット                          | ザウバー                        | 2025年          | 開幕戦と第2戦のみの臨時代表。                                |
| イギリスの旗         | グラハム・ヒル                                | ヒル (エンバシー・ヒル)         | 1973年 - 1975年 | 創設者、オーナー、ドライバー。死去による退任（チーム消滅）。 |
| フランスの旗         | ブルーノ・ファミン                            | アルピーヌ                      | 2023年 - 2024年 |                                                              |
| イタリアの旗         | チェーザレ・フィオリオ                        | フェラーリ                      | 1989年 - 1991年 |                                                              |
| イタリアの旗         | チェーザレ・フィオリオ                        | リジェ                          | 1994年 - 1995年 |                                                              |
| ブラジルの旗         | ウィルソン・フィッティパルディ                | フィッティパルディ (コパスカー) | 1975年 - 1982年 | 共同創設者、共同オーナー、ドライバー。                       |
| イギリスの旗         | ジョン・ブース                                | ヴァージン                      | 2010年 - 2011年 |                                                              |
| イギリスの旗         | ジョン・ブース                                | マルシャ                        | 2012年 - 2015年 |                                                              |
| フランスの旗         | エリック・ブーリエ                            | ルノー                          | 2010年 - 2011年 |                                                              |
| フランスの旗         | エリック・ブーリエ                            | ロータス (ロータスF1チーム)     | 2012年 - 2013年 |                                                              |
| フランスの旗         | エリック・ブーリエ                            | マクラーレン                    | 2014年 - 2018年 |                                                              |
| イタリアの旗         | ジローラモ・フェラーリ (Girolamo Ferrari)     | フェラーリ                      | 1957年          |                                                              |
| マラヤ連邦の旗       | トニー・フェルナンデス                        | ロータス (ロータス・レーシング) | 2010年 - 2011年 | オーナー。                                                   |
| マラヤ連邦の旗       | トニー・フェルナンデス                        | ケータハム                      | 2012年          | オーナー。                                                   |
| イタリアの旗         | マウロ・フォルギエリ                          | フェラーリ                      | 1970年          | 車両設計者。                                                 |
| イタリアの旗         | グイド・フォルティ                            | フォルティ                      | 1995年 - 1996年 | 創設者、オーナー。                                           |
| ポーランドの旗       | マルチン・ブコウスキー                        | アルピーヌ                      | 2021年          | 共同チーム代表。                                             |
| イギリスの旗         | ニック・フライ                                | B・A・R                         | 2005年          |                                                              |
| イギリスの旗         | ニック・フライ                                | ホンダ                          | 2006年 - 2007年 |                                                              |
| イギリスの旗         | デイビッド・ブラウン                          | アストンマーティン              | 1959年 - 1960年 | 創設者、オーナー。                                           |
| イギリスの旗         | ロス・ブラウン                                | ホンダ                          | 2008年          |                                                              |
| イギリスの旗         | ロス・ブラウン                                | ブラウンGP                      | 2009年          | 創設者、オーナー。                                           |
| イギリスの旗         | ロス・ブラウン                                | メルセデス                      | 2010年 - 2013年 |                                                              |
| イギリスの旗         | ハービー・ブラッシュ                          | ブラバム                        | 1989年 - 1992年 |                                                              |
| オーストラリアの旗   | ジャック・ブラバム                            | ブラバム                        | 1961年 - 1970年 | 共同創設者、共同オーナー、ドライバー。                       |
| イタリアの旗         | フラビオ・ブリアトーレ                        | ベネトン                        | 1990年 - 1997年 |                                                              |
| イタリアの旗         | フラビオ・ブリアトーレ                        | ベネトン                        | 2000年 - 2001年 |                                                              |
| イタリアの旗         | フラビオ・ブリアトーレ                        | ルノー                          | 2002年 - 2009年 |                                                              |
| イタリアの旗         | フラビオ・ブリアトーレ                        | アルピーヌ                      | 2025年 - (現職) |                                                              |
| イタリアの旗         | ダビデ・ブリビオ                              | アルピーヌ                      | 2021年          | 共同チーム代表。                                             |
| スイスの旗           | ウォルター・ブルン                            | ユーロブルン                    | 1988年 - 1990年 | 創設者、オーナー。                                           |
| イギリスの旗         | エリック・ブロードレイ                        | ローラ (マスターカード・ローラ) | 1997年          | 創設者、オーナー、車両設計者。チームは決勝出走せず。         |
| フランスの旗         | アラン・プロスト                              | プロスト                        | 1997年 - 2001年 | 創設者、オーナー。                                           |
| イギリスの旗         | アレクサンダー・ヘスケス                      | ヘスケス                        | 1974年 - 1975年 | 共同創設者、オーナー。                                       |
| イタリアの旗         | ロッコ・ベネトン                              | ベネトン                        | 1998年 - 2000年 |                                                              |
| スペインの旗         | ルイス・ペレス＝サラ                          | HRT                             | 2012年          |                                                              |
| アメリカ合衆国の旗   | ロジャー・ペンスキー                          | ペンスキー                      | 1974年 - 1977年 | 創設者、オーナー。                                           |
| イギリスの旗         | ジェームス・ボウルズ                          | ウィリアムズ                    | 2023年 - (現職) |                                                              |
| イギリスの旗         | アレックス・ホークリッジ                      | トールマン                      | 1981年 - 1985年 |                                                              |
| イギリスの旗         | アンソニー・ホースリー                        | ヘスケス                        | 1976年 - 1978年 | 共同創設者。                                                 |
| イギリスの旗         | クリスチャン・ホーナー                        | レッドブル                      | 2005年 - 2025年 |                                                              |
| イギリスの旗         | クレイグ・ポロック                            | ティレル                        | 1998年          | 共同オーナー。                                               |
| イギリスの旗         | クレイグ・ポロック                            | B・A・R                         | 1999年 - 2001年 | 共同創設者、共同オーナー。                                   |
| ニュージーランドの旗 | ブルース・マクラーレン                        | マクラーレン                    | 1963年 - 1970年 | 創設者、オーナー、ドライバー。死去による退任。               |
| イタリアの旗         | マルコ・マティアッチ                          | フェラーリ                      | 2014年          |                                                              |
| インドの旗           | ビジェイ・マリヤ                              | フォース・インディア            | 2010年 - 2018年 | 創設者、オーナー。                                           |
| イタリアの旗         | ジャンカルロ・ミナルディ                      | ミナルディ                      | 1997年 - 2000年 | 創設者、オーナー。                                           |
| 日本の旗             | 三村建治                                      | マキ                            | 1974年 - 1976年 | 創設者、オーナー、車両設計者。チームは決勝出走せず。         |
| アメリカ合衆国の旗   | テディ・メイヤー                              | マクラーレン                    | 1970年 - 1982年 |                                                              |
| アメリカ合衆国の旗   | テディ・メイヤー                              | ハース (ハース・ローラ)         | 1985年 - 1986年 |                                                              |
| フランスの旗         | ローラン・メキース                            | レーシングブルズ                | 2024年 - 2025年 |                                                              |
| フランスの旗         | ローラン・メキース                            | レッドブル                      | 2025年 - (現職) |                                                              |
| イギリスの旗         | マックス・モズレー                            | マーチ                          | 1970年 - 1977年 | 共同創設者。                                                 |
| イタリアの旗         | ルカ・ディ・モンテゼーモロ                    | フェラーリ                      | 1973年 - 1975年 |                                                              |
| 日本の旗             | 山科忠                                        | トヨタ                          | 2007年 - 2009年 |                                                              |
| オーストリアの旗     | ニキ・ラウダ                                  | ジャガー                        | 2001年 - 2002年 |                                                              |
| フランスの旗         | ジャン＝リュック・ラガルデール                | マトラ                          | 1970年 - 1972年 |                                                              |
| イタリアの旗         | マンフレディ・ラベット                        | ケータハム                      | 2014年          |                                                              |
| フランスの旗         | ジェラール・ラルース                          | ルノー                          | 1977年 - 1984年 |                                                              |
| フランスの旗         | ジェラール・ラルース                          | ラルース                        | 1987年 - 1994年 | 創設者、オーナー。                                           |
| フランスの旗         | ギ・リジェ                                    | リジェ                          | 1976年 - 1992年 | 創設者、オーナー。                                           |
| イギリスの旗         | デビッド・リチャーズ                          | ベネトン                        | 1997年          |                                                              |
| イギリスの旗         | デビッド・リチャーズ                          | B・A・R                         | 2002年 - 2004年 |                                                              |
| イタリアの旗         | フランコ・リニ                                | フェラーリ                      | 1967年          |                                                              |
| フランスの旗         | シリル・ド・ルーブル                          | AGS                             | 1991年          | オーナー。                                                   |
| フランスの旗         | シリル・ド・ルーブル                          | リジェ                          | 1993年          | オーナー。                                                   |
| イタリアの旗         | ガブリエーレ・ルミ                            | フォンドメタル                  | 1991年 - 1992年 | 創設者、オーナー。                                           |
| アメリカ合衆国の旗   | ボビー・レイホール                            | ジャガー                        | 2001年          |                                                              |
| アメリカ合衆国の旗   | ニール・レスラー (Neil Ressler)               | ジャガー                        | 2000年          |                                                              |
| フランスの旗         | ローレン・ロッシ                              | アルピーヌ                      | 2021年          | 共同チーム代表。                                             |
| イギリスの旗         | サイモン・ロバーツ                            | ウィリアムズ                    | 2020年 - 2021年 | 臨時代表。                                                   |
| ルクセンブルクの旗   | ジェラール・ロペス                            | ロータス (ロータスF1チーム)     | 2014年 - 2015年 | オーナー（事実上）。                                         |
| イタリアの旗         | クラウディオ・ロンバルディ                    | フェラーリ                      | 1991年 - 1992年 |                                                              |
| イギリスの旗         | ニック・ワース                                | シムテック                      | 1994年 - 1995年 | 創設者、オーナー、車両設計者。                               |

## F1チーム代表全般を題材とした作品
ドキュメンタリー
- Formula 1: 栄光のグランプリ (2019年 - 製作継続中。製作配給：Netflix、制作：Box To Box Films)

コンピュータゲーム
- F1マネージャー（英語版） (2000年。販売：EAスポーツ、開発：Intelligent Games)
- F1マネージャー2022（英語版） (2022年。販売・開発：Frontier Developments)
- F1マネージャー2023（英語版） (2023年。販売・開発：Frontier Developments)